# Hapsifera luridella
Hapsifera luridella är en fjärilsart som beskrevs av Philipp Christoph Zeller 1847. Hapsifera luridella ingår i släktet Hapsifera och familjen äkta malar. Inga underarter finns listade i Catalogue of Life.